# Eng Hian

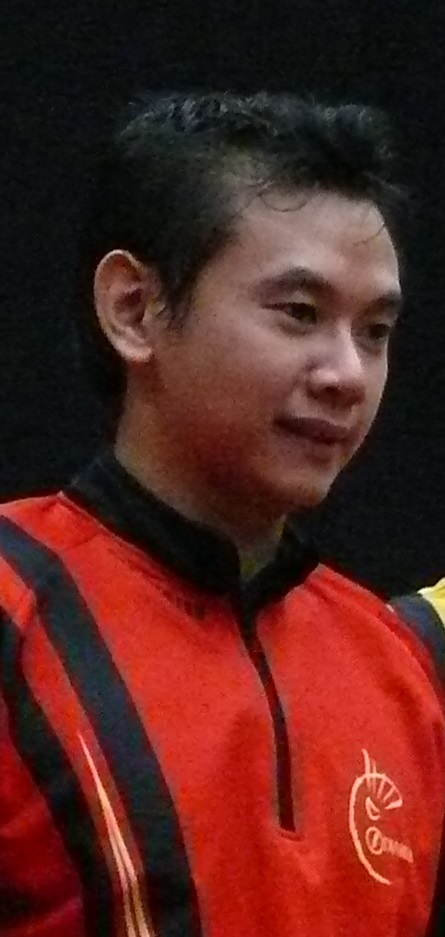
Eng Hian, 2006

Eng Hian (* 17. Mai 1977 in Surakarta) ist ein Badmintonspieler aus Indonesien.
2003 gewann Eng mit seinem Partner Flandy Limpele das Herrendoppel bei den Swiss Open und bei den German Open.
Hian spielte bei Olympia 2004 im Männerdoppel mit seinem Partner Flandy Limpele. Sie hatten ein Freilos in der ersten Runde und bezwangen in der zweiten Runde Anthony Clark und Nathan Robertson aus Großbritannien. Im Viertelfinale schlugen Hian und Limpele Yim Bang-eun und Kim Yong-hyun aus Südkorea mit 15:1, 15:10. Sie verloren im Halbfinale gegen Kim Dong-moon und Ha Tae-kwon aus Südkorea mit 15:8, 15:2, aber gewannen erneut im Match gegen Jens Eriksen und Martin Lundgaard Hansen aus Dänemark mit 15:13, 15:7, und gewannen so die Bronzemedaille.

## Sportliche Erfolge
| Saison | Veranstaltung      | Disziplin    | Platz | Name                      |
| ------ | ------------------ | ------------ | ----- | ------------------------- |
| 1997   | Indonesia Open     | Herrendoppel | 5     | Eng Hian / Ermono         |
| 1998   | Indonesia Open     | Herrendoppel | 2     | Flandi Limpele / Eng Hian |
| 1998   | Asienmeisterschaft | Herrendoppel | 3     | Flandy Limpele / Eng Hian |
| 1998   | Denmark Open       | Herrendoppel | 2     | Flandy Limpele / Eng Hian |
| 1999   | Weltmeisterschaft  | Herrendoppel | 5     | Eng Hian / Flandy Limpele |
| 1999   | Südostasienspiele  | Herrendoppel | 2     | Flandy Limpele / Eng Hian |
| 1999   | Taiwan Open        | Herrendoppel | 5     | Flandy Limpele / Eng Hian |
| 1999   | Korea Open         | Herrendoppel | 1     | Flandy Limpele / Eng Hian |
| 2000   | Indonesia Open     | Herrendoppel | 2     | Flandi Limpele / Eng Hian |
| 2000   | Copenhagen Masters | Herrendoppel | 1     | Flandy Limpele / Eng Hian |
| 2000   | Olympia            | Herrendoppel | 5     | Eng Hian / Flandy Limpele |
| 2000   | Denmark Open       | Herrendoppel | 1     | Eng Hian / Flandy Limpele |
| 2000   | Swiss Open         | Herrendoppel | 3     | Flandy Limpele / Eng Hian |
| 2000   | Taiwan Open        | Herrendoppel | 5     | Flandi Limpele / Eng Hian |
| 2001   | All England        | Herrendoppel | 3     | Eng Hian / Flandy Limpele |
| 2001   | Weltmeisterschaft  | Herrendoppel | 33    | Eng Hian / Flandy Limpele |
| 2002   | Japan Open         | Herrendoppel | 5     | Flandi Limpele / Eng Hian |
| 2002   | All England        | Herrendoppel | 2     | Eng Hian / Flandy Limpele |
| 2002   | Indonesia Open     | Herrendoppel | 2     | Flandi Limpele / Eng Hian |
| 2002   | Singapur Open      | Herrendoppel | 1     | Flandy Limpele / Eng Hian |
| 2003   | Asienmeisterschaft | Herrendoppel | 3     | Flandi Limpele / Eng Hian |
| 2003   | Taiwan Open        | Herrendoppel | 2     | Flandi Limpele / Eng Hian |
| 2003   | German Open        | Herrendoppel | 1     | Flandy Limpele / Eng Hian |
| 2003   | Japan Open         | Herrendoppel | 1     | Flandy Limpele / Eng Hian |
| 2003   | Swiss Open         | Herrendoppel | 1     | Flandy Limpele / Eng Hian |
| 2004   | Asienmeisterschaft | Herrendoppel | 3     | Flandy Limpele / Eng Hian |
| 2004   | Olympia            | Herrendoppel | 3     | Eng Hian / Flandy Limpele |
| 2004   | Copenhagen Masters | Herrendoppel | 1     | Eng Hian / Flandy Limpele |
| 2004   | All England        | Herrendoppel | 3     | Eng Hian / Flandy Limpele |
| 2006   | Dutch Open         | Herrendoppel | 1     | Rian Sukmawan / Eng Hian  |
| 2006   | New Zealand Open   | Herrendoppel | 1     | Eng Hian / Rian Sukmawan  |
| 2007   | Swiss Open         | Herrendoppel | 3     | Rian Sukmawan / Eng Hian  |